# Gallo Weiss
Gallo Weiss (* 1963 in Sarreguemines) ist ein französischer Gitarrist des Gypsy-Jazz.
Weiss, ein Cousin von Dorado Schmitt, gehörte als Sologitarrist zum Quintett von Chela Weiss, mit dem 1986 dessen Album Maro Drom entstand. Er leitete dann ein eigenes Quartett, aus dem 2003 die Formation Café Noir mit Gaston Michel am Akkordeon, Popots Winterstein an der Rhythmusgitarre und dem Kontrabassisten Otmar Klein (1952–2018) entwickelte. Die Gruppe tourte im Osten Frankreichs und trat in Paris im Duc des Lombards auf. 2008 veröffentlichte sie das Album Dans la Vie.